# Vokalni ansambl Brevis
Vokalni ansambl Brevis hrvatski je ženski pjevački zbor. 

## Povijest

### Rane godine
U Osijeku je djelovalo nekoliko dječjih zborova i zborova mladih čija je umjetnička voditeljica bila prof. Jelena Burić počevši od 1989. godine. Vokalni ansambl Brevis osnovan je 1996. godine, a od 1998. godine, zajedno s Osječkim zumbićima prelazi u Glazbenu radionicu mladih Polifonija, a nakon 2018. Institut za zborsku glazbu Polifonija, i rad sa zborovima preuzimaju dr.sc. Antoaneta Radočaj-Jerković koja je aktualna ravnateljica, te Davor Dedić, dotadašnji ravnatelj i sadašnji počasni predsjednik.

### Brevis nakon 1998. godine
Umjetnički identitet zbora sastoji se od izuzetno visoke razine vokalnih mogućnosti pjevačica, prepoznatljivog zborskog zvuka, originalnosti i proaktivnosti u odabiru i interpretaciji zborskog repertoara te od jedinstvenog scenskog šarma kojim ansambl na posebno dojmljiv način zaokružuje umjetnički dojam svake izvedbe. Tako osmišljeno umjetničko djelovanje intenzivno i duboko utječe na doživljaj i povezanost ansambla s publikom, stoga ne čudi što je zbor uspio osvojiti srca širokog kruga poklonika i podupiratelja u stvarnosti i na društvenim mrežama koji se broje u tisućama. O popularnosti zbora svjedoči i činjenica da se u medijima i javnosti spontano pojavio „nadimak od milja“ za članice Vokalnog ansambla Brevis koje su tako u duhu osječkog žargona postale popularne kao Brevisice. 
Sve članice pjevačice su s dugogodišnjim pjevačkim – solističkim i zborskim iskustvom, od kojih su mnoge i profesionalne glazbenice.
Od osnutka 1996. godine pa do danas, ansambl se profilirao kao esencijalni dionik kulturnog života Grada Osijeka i Hrvatske, predvodnik u području razvoja i obogaćenja hrvatske i svjetske zborske umjetnosti te osobito kao čuvar umjetničkih vrednota i hrvatske zborske tradicije. Kao oblik zahvalnosti prema podršci koju prima od svoje publike, zbor nerijetko društveno-angažirano promotivno djeluje te sudjeluje u brojnim humanitarnim akcijama koje za cilj imaju pomaganje potrebitima.  
Svojim najvećim uspjesima Vokalni ansambl Brevis smatra nezaboravne koncertne nastupe u najprestižnijim svjetskim koncertnim dvoranama kojima je Osijek i Hrvatsku proslavio u svijetu. To su: Carnegie Hall u New Yorku (2013.), Grand Philharmonic Hall u Sankt Peterburgu (2016.) i Sydney Opera House u Sydneyu (2017.).  

### Dječji pjevački zbor Brevis
Dječji zbor Brevis osnovan je 2004. godine kao podmladak Vokalnog ansambla Brevis. Zbor okuplja pedesetak djevojčica i dječaka u dobi od 10 do 18 godina. Sudjelovao je u mnogim projektima zajedno s Vokalnim ansamblom Brevis – B. Britten: Mali dimnjačar (2004.), C. Orff: Carmina Burana (2005.), J. Rutter: Mass of the children (2007. i 2008.), praizvedba oratorija D. Bobić: Izaija (2009.), K. Jenkins: Adiemus (2010.), Božićni koncert Božić s Brevisima (2010. i 2011.), ali je ostvario i zapažene samostalne uspjehe. Izvodio je koncerte u Hrvatskoj, te na turnejama u Austriji, Njemačkoj, Grčkoj, Italiji, Bosni i Hercegovini i Mađarskoj.

## Nagrade i priznanja
Zbor je osvajao nagrade na nacionalnim i međunarodnim natjecanjima pjevačkih zborova (prva nagrada i prvo mjesto na državnom natjecanju pjevačkih zborova u Varaždinu (pod imenom Dječji zbor GRM Polifonija) i treća nagrada na međunarodnom natjecanju zborova Il Garda in Coro u Malcesineu u Italiji).
U zboru je stasala generacija mladih pjevačica solistica koje su 2009. godine pod mentorstvom Berislava Jerkovića ostvarile pravo nastupa na međunarodnom solo-pjevačkom natjecanju u sklopu Llangollen Music Eisteddfod. Tom prigodom posebno se istakla Anja Papa koja je uz klavirsku pratnju Davora Dedića osvojila treće mjesto u kategoriji pjevača solista do 15 godina.

## Repertoar
Repertoar zbora je stilski vrlo raznolik, sastoji se od skladbi u rasponu od renesansnih do suvremenih skladatelja, a karakterizira ga vokalna i interpretativna autentičnost te programska težnja za integracijom repertoara u širi umjetnički koncept. Vokalni ansambl Brevis je ponosan na činjenicu da je repertoarno vrlo utjecajan i na ostale zborove u regiji jer pjevačice i njihovi voditelji često i rado sudjeluju u različitim oblicima edukacija za zborovođe. 

## Diskografija
- Album Zborsko putovanje kroz šest stoljeća (2020.)

## Vanjske poveznice
Mrežna mjesta
- Youtube kanal Vokalnog ansambla Brevis
- Glas Slavonije o albumu "Zborsko putovanje kroz šest stoljeća"
- Vokalni ansambl Brevis u Sydneyu (Osijek031.com, 16.07.2017., pristupljeno članku 09.12.2021.)
- Vokalni ansambl Brevis u Sankt Peterburgu (Hrvatska akademska zajednica domovine i dijaspore, Hazud.hr, 25.02.2016., pristupljeno članku 09.12.2021.)
- Brevisice u Sankt Peterburgu (video)
- Vokalni ansambl Brevis je nastupio u čuvenom Carnegie Hallu u New Yorku (Tportal.hr, 04.02.2013., pristupljeno članku 09.12.2021.)
- Brevisice peku kolače za financiranje puta u New York (Dnevnik.hr, 03.11.2012., pristupljeno članku 09.12.2021.)